# Vršovka, Náchod
Vršovka là một làng thuộc huyện Náchod, vùng Královéhradecký, Cộng hòa Séc.